# Cesny-aux-Vignes
Cesny-aux-Vignes – miejscowość i gmina we Francji, w regionie Normandia, w departamencie Calvados.
Według danych na rok 2010 gminę zamieszkiwały 364 osoby, a gęstość zaludnienia wynosiła 87 osób/km².